# Té de hierbas Wong Lo Gat
El té de hierbas Wong Lo Kat es un té herbal chino que ha sido elaborado desde principios del siglo XIX.

## Historia
El té comenzó a elaborarse en 1828 por el fundador Wang Lao Ji (王老吉). La receta ha pasado de generación en generación hasta llegar a la actualidad. Sus descendientes fundaron tres sucursales en Cantón y luego se hizo popular en Hunan, Hubei, Jiangxi, Shanghái y Pekín. Finalmente Wang se trasladó a Guangdong.

## Ingredientes
Wong Lo Kat contiene una serie de infusiones y decocciones de hierbas, así como edulcorantes:
Agua, Azúcar, Platostoma palustre, Plumeria rubra, Microcos paniculados, Crisantemo, Lonicera japonica, Prunella vulgaris, Regaliz.